# Whiterocks
Whiterocks és una concentració de població designada pel cens dels Estats Units a l'estat de Utah. Segons el cens del 2000 tenia 341 habitants.

## Demografia
Segons el cens del 2000, Whiterocks tenia 341 habitants, 92 habitatges, i 78 famílies. La densitat de població era de 56 habitants per km².
Dels 92 habitatges en un 47,8% hi vivien nens de menys de 18 anys, en un 31,5% hi vivien parelles casades, en un 47,8% dones solteres, i en un 15,2% no eren unitats familiars. En el 10,9% dels habitatges hi vivien persones soles l'1,1% de les quals corresponia a persones de 65 anys o més que vivien soles. El nombre mitjà de persones vivint en cada habitatge era de 3,71 i el nombre mitjà de persones que vivien en cada família era de 4,03.
Per edats la població es repartia de la següent manera: un 41,6% tenia menys de 18 anys, un 13,2% entre 18 i 24, un 25,8% entre 25 i 44, un 15,8% de 45 a 60 i un 3,5% 65 anys o més.
L'edat mediana era de 22 anys. Per cada 100 dones de 18 o més anys hi havia 76,1 homes.
La renda mediana per habitatge era de 10.417 $ i la renda mediana per família de 15.156 $. Els homes tenien una renda mediana de 21.750 $ mentre que les dones 15.833 $. La renda per capita de la població era de 3.920 $. Entorn del 63,4% de les famílies i el 70,9% de la població estaven per davall del llindar de pobresa.

## Poblacions més properes
El següent diagrama mostra les poblacions més properes.